# Torrild
Torrild er en landsby 6 km vest for centrum af Odder i Østjylland med 216 indbyggere  (2024).
I Torrild findes Torrild Kirke.
Torrild er beliggende i Torrild Sogn, Odder Kommune, Region Midtjylland.

## Historie
Et engelsk bombefly den 10. april 1944 blev skudt ned på en mark ved Torrild. Den frivillige lokale luftværnskolonne rykkede ud, fik slukket ilden og tog sig af den eneste overlevende fra besætningen. De omkommende ligger begravet ved Odder Kirke på Torvald Køhlsvej.